# خوسيه ماريو وونغ
خوسيه ماريو وونغ (بالإسبانية: José Mario Wong)‏ هو سياسي مكسيكي، ولد في 25 نوفمبر 1951 في المكسيك، وتوفي في 15 سبتمبر 2015 في تشيهواهوا في المكسيك. حزبياً، نشط في الحزب الثوري المؤسساتي. وقد انتخب عضو مجلس النواب المكسيك.